# 391. Sicherungs-Division
La 391. Sicherungs-Division fu una divisione di sicurezza dell'esercito tedesco attiva durante la seconda guerra mondiale che venne creata nel marzo 1944 e fu schierata sul fronte orientale, dove fu catturata dai sovietici nel 1945.

## Storia
La divisione fu costituita il 23 marzo 1944 nell'Heeresgruppe Mitte, ribattezzando la 391. Feldausbildungs-Division. La divisione venne schierata per garantire la sicurezza nell'area di Vitebsk, gestendo diverse linee ferroviarie che collegavano la città ad altri centri come: Polotsk, Dünaburg e Nevel. Dopo l'inizio dell'offensiva estiva sovietica contro l'Heeresgruppe Mitte, la divisione fu coinvolta in diverse battaglie difensive vicino a Vitebsk e nelle successive battaglie di ritirata a Molodeczno fino alla Prussia orientale. Tra agosto e settembre fu riunita nella zona di Schloßberg e poi venne trasferita a sud di Varsavia, sulla Vistola a est di Grojec. Dal dicembre 1944 al gennaio 1945 la divisione prestò servizio di sicurezza nella zona di Lowicz. Successivamente fu impiegata nella seguente difesa dell'offensiva sovietica, nella testa di ponte di Baranow e nella ritirata attraverso Kolo, Wreschen, Posen e Leszno. Dal febbraio 1945 fu schierata sull'Oder, tuttavia fu catturata dalle truppe dell'armata rossa nella sacca di Halbe.

## Ordine di battaglia
391. Sicherungs-Division novembre 1944
- Festungs-MG-Bataillon 23
- Festungs-Infanterie-Bataillon 1435
  -   Festungs-Pak-Kompanie 1/II
  -   Festungs-Pak-Kompanie 4/II
  -   Festungs-Pak-Kompanie 5/II
  -   Festungs-Pak-Kompanie 3/V
  -   Festungs-Pak-Kompanie 4/V
  -   Festungs-Pak-Kompanie 5/V
  -   Festungs-Pak-Kompanie 6/V
  -   Festungs-Pak-Kompanie 1/VI

- Nachrichten-Abteilung 1541

391. Sicherungs-Division febbraio 1945
- Einsatz-Kompanie SS-Panzergrenadier-Ersatz-Bataillon
- Reserve-Kompanie SS-Panzergrenadier-Ersatz-Bataillon
- Pionier-Brückenspreng-Kommando
- 1. und 3. / schwere Flak-Abteilung 656
- Pionier-Sperr-Bataillon z.b.V. 953
- Panzer-Zerstörer-Trupp / Polizei-Regiment Hartmann
- Arko Oberstleutnant Rogge
- Brücken-Kommandant Fürstenberg
- 5 Alarm-Bataillone
- 1 Volkssturm-Bataillon

## Comandanti
- Generalleutnant Albrecht Baron Digeon von Monteton (23 marzo 1944 - 1° ottobre 1944)
- Generalmajor Rudolf Sieckenius (1° ottobre 1944 - febbraio 1945)
- Generalleutnant Alex Göschen (febbraio 1945 - febbraio 1945)[1]